# Dragon Crusaders
Dragon Crusaders è un film del 2011 diretto da Mark Atkins.

## Trama
Un gruppo di cavalieri templari, dopo lo scioglimento del loro ordine,  arriva in un villaggio che è stato appena attaccato da una nave di pirati. Sconfiggendoli, i cavalieri però involontariamente scatenano una maledizione che col tempo li trasforma in mostruose creature. L'unica possibilità che hanno per liberarsi dal sortilegio è mettersi alla ricerca di un dragone, sotto le cui fattezze si nasconde uno stregone, e cercare di ucciderlo rompendo così l'incantesimo.

## Distribuzione
Il film è uscito nelle sale italiane il 1º agosto 2012.